# Kanton Saint-Péray
Kanton Saint-Péray (fr. Canton de Saint-Péray) je francouzský kanton v departementu Ardèche v regionu Rhône-Alpes. Skládá se z 10 obcí.

## Obce kantonu
- Alboussière
- Champis
- Châteaubourg
- Cornas
- Guilherand-Granges
- Saint-Péray
- Saint-Romain-de-Lerps
- Saint-Sylvestre
- Soyons
- Toulaud